# Peter Döhle Schiffahrts-KG
Die Peter Döhle Schiffahrts-KG ist ein Schifffahrtsunternehmen in Hamburg.

## Geschichte
Das Unternehmen ging aus der Hamburger Reederei Robert Bornhofen hervor, die 1962 von ihrem geschäftsführender Gesellschafter Peter Döhle übernommen und als Einzelfirma unter seinem Namen weitergeführt wurde. Zunächst wurde das Geschäft als Schiffsmaklerbetrieb geführt, der kleinen Küstenschifffahrtsreedereien, sogenannten Kapitänsreedern, seine Dienste (Befrachtung, Operating und Buchhaltung) in erster Linie als Vertrauensmakler oder Vertragsreeder anbot, da diese ihr Schiff selbst führen mussten und sich nur unzureichend um den Reedereibetrieb kümmern konnten. Anfangs wurden etwa 60 Küstenmotorschiffe betreut. Befrachtet wurden hauptsächlich Stückgüter, Massengüter und Forstprodukte. Bereits in den 1960er Jahren jedoch begann man, sich mit der sich gerade entwickelnden Containerschifffahrt zu beschäftigen.

## Flotte
Heute verfügt das Unternehmen über eine Flotte von über 400 Schiffen, darunter in erster Linie Containerschiffe, aber auch noch Kümos und Massengutschiffe bis zur Babycapesize-Größe, die dem Unternehmen z. T. ganz oder teilweise gehören oder bereedert werden.

## Tochtergesellschaften und Beteiligungen
Die Peter Döhle Schiffahrts-KG verfügt über mehrere Tochtergesellschaften und Beteiligungen an weiteren Unternehmen, die zusammen die Peter Döhle Group bilden. Einige davon sind:
- Döhle Assekuranzkontor, ein Versicherungsmakler.
- DPM Döhle Personalmanagement GmbH & Co. KG, ein Tochterunternehmen der Peter Döhle Schiffahrts-KG, das Dienstleistungen für externe Kunden im Rahmen der Bemannung von Seeschiffen anbietet (Crew Management).
- Döhle (IOM) Ltd., ein Schiffsmanagementunternehmen mit Sitz auf der Isle of Man.
- Blue Net Chartering GmbH & Co. KG, ein Schiffsmakler mit Sitz in Hamburg.
- Döhle Schiffahrtslinien-Agentur GmbH & Co. KG (bestand von 1998 bis 2005), eine Linienagentur, die an der Swan Container Line Ltd. auf der Isle of Man beteiligt war, die wiederum einen Liniendienst zwischen St. Petersburg und Deutschland betrieb. In der Döhle Schiffahrtslinien-Agentur waren auch die Agenturaktivitäten für die Trampschifffahrt untergebracht.